# Albert Frisch (Verleger)
Christoph Albert Frisch (* 13. Mai 1840 in Augsburg, Königreich Bayern; † 30. Mai 1918 in Berlin) war ein deutscher Lithograf, Fotograf, Drucker und Verleger.

## Leben
Albert war ein Sohn des Textilfabrikanten Johann Joseph Nepomuk Frisch (1803–1881) und dessen Ehefrau Friederike Auguste, geborene Körber (1805–1849). Nach dem frühen Tod seiner Mutter wuchs Frisch in Windsbach in einem Waisenhaus auf. Dort wurde er zunächst Konditor, ehe er Ende der 1850er Jahre nach München ging, um bei dem Kunsthändler Friedrich Gypen zu arbeiten. Gefördert durch seinen Arbeitgeber konnte er in der angesehenen lithografischen Anstalt von Adolphe Goupil in Paris ein Praktikum durchlaufen. Hierbei entwickelte er die Idee, in Südamerika bunte Druckbilder mit religiösen Motiven zu verkaufen. Er schiffte sich Anfang der 1860er Jahre nach Buenos Aires ein. Sein Versuch, dort diese Geschäftsidee umzusetzen, schlug jedoch fehl. Daraufhin kam er bei einem deutschen Viehzüchter in der Pampa als Hauslehrer und Verwalter unter. 1863 kehrte er nach Buenos Aires zurück, wo er eine Ausbildung als Fotograf im Porträtatelier des US-amerikanischen Fotografen Arthur Terry begann.

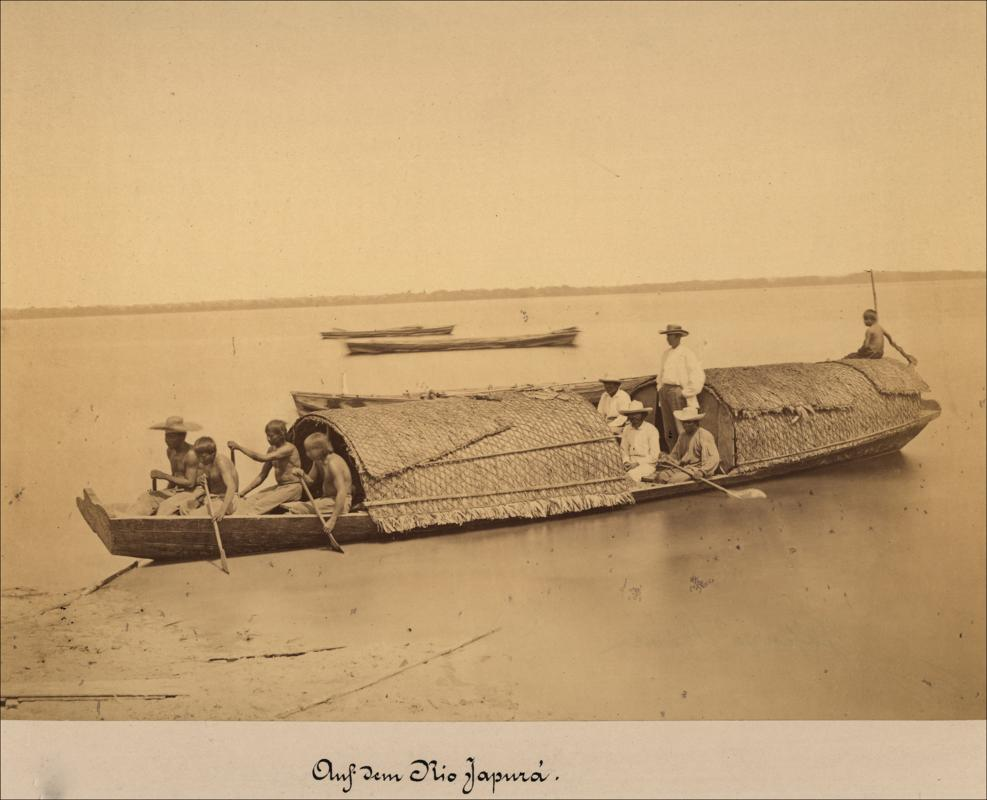
Albert Frisch: Transport auf dem Rio Japurá, 1867/1868

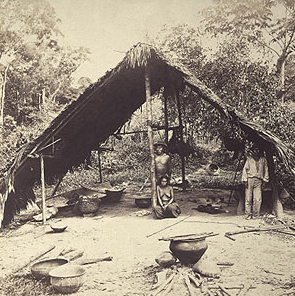
Albert Frisch: Cozinha de Maloca (Dorfküche von Indigenen), 1867/1868

Auf Wunsch des Diktators Francisco Solano López ging Frisch nach seiner Ausbildung nach Paraguay, um in Asunción ein eigenes Atelier zu eröffnen. Der 1864 ausgebrochene Tripel-Allianz-Krieg veranlasste Frisch jedoch bald, nach Rio de Janeiro zu ziehen, wo er in der Firma von George Leuzinger die Fotoabteilung Officina Photográphica übernahm und insbesondere Stadt- und Landschaftsansichten herstellte. Eine Spezialität dieser Firma war es, aus mehreren Bildern Panoramen zusammenzusetzen. Als im Oktober 1867 der Vater von Leuzingers Schwiegersohn Franz Keller, der badische Bauingenieur Joseph Keller, von der brasilianischen Regierung den Auftrag erhalten hatte, im Zusammenhang mit einem Eisenbahnprojekt eine hydrografische Expedition am Rio Madeira zu leiten, bekam Frisch den Auftrag, hierbei Dokumentaraufnahmen der Expedition zu fertigen. Nach einer Fahrt über den Oberen Amazonas begann die Forschungsreise, auf der mehr als 120 Fotonegative entstanden, Ende 1867 in Tabatinga. Zurück in Rio de Janeiro entwickelte er daraus ab 1868 eine Serie von 98 Aufnahmen, die 1869 von Leuzinger unter dem Titel Resultat d’une Expédition Photographique sur le Solimões ou Alto Amazonas et Rio Negro vermarktet wurde. Auch für die von Carl Friedrich Philipp von Martius herausgegebene Flora brasiliensis stellte Frisch Aufnahmen seltener Pflanzen aus dem Amazonasgebiet her.
1870 ging Frisch zurück nach Europa. Dort arbeitete er für die Firma Lemercier & Cie. in Paris. In München bei Joseph Albert, dem Erfinder des Lichtdrucks, machte er sich mit dem damals modernsten Reproduktionsverfahren vertraut und bereiste in dessen Auftrag die Vereinigten Staaten. In New York kooperierte er mit den Brüdern des Malers Albert Bierstadt, den Fotografen Charles Bierstadt (1819–1903) und Edward Bierstadt (1824–1906). Zurück in Deutschland gründete er 1872 ein eigenes Atelier, das er 1874 mit Johannes Nöhring zur Lichtdruckanstalt Nöhring & Frisch, Kunstanstalt für Lichtdruck und Photographie vereinigte, ehe er 1875 nach Berlin ging, um dort seine Kunstanstalt Albert Frisch zu betreiben. 1878 heiratete er in Stuttgart Anna, verwitwete Heid, geborene Hertel (* 1851), Tochter des Nürnberger Kaufmanns Friedrich Hertel und dessen Ehefrau Natalie, geborene Sick.
Sein Unternehmen, das später von seinem Sohn Albert Frisch (1882–1945) weitergeführt wurde, war darauf spezialisiert, für die zahlreichen Sammlungen, Bibliotheken und Museen der Reichshauptstadt Aufträge zu erledigen. Er druckte die Kaiserurkunden in Abbildungen von Heinrich von Sybel und Theodor von Sickel (1880/1891), Friedrich Lippmanns Zeichnungen alter Meister und Die Zeichnungen von Albrecht Dürer (1883 ff.) und – als Hochleistung in der Entwicklung des Lichtdrucks – das Faksimile des Breviarium Grimani (1904–1910). 1896 wurde in dem Unternehmen der Dreifarbenlichtdruck entwickelt.
Ein weiterer seiner Söhne war der Jurist Walther Frisch.